# Уги, Уто

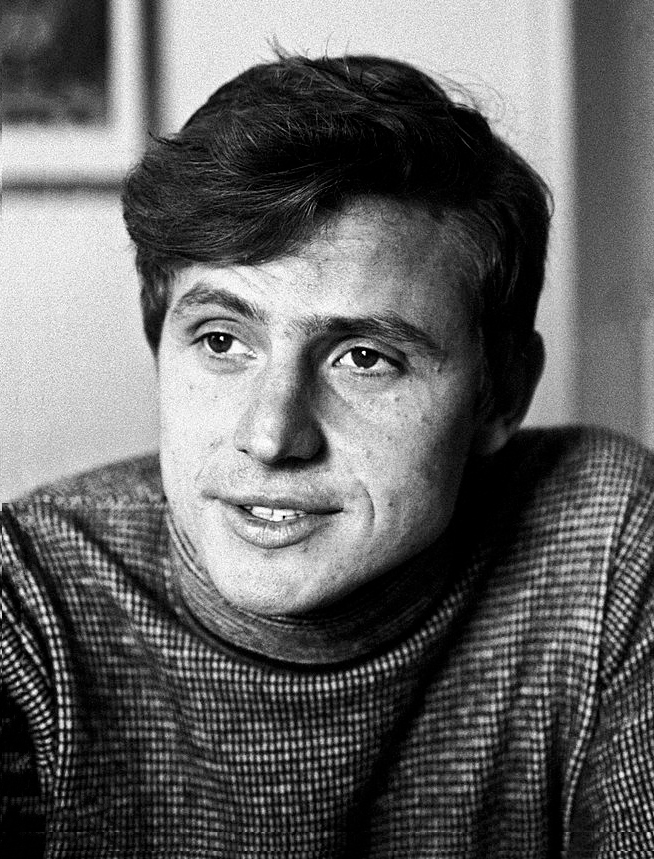
Уто Уги (1970)

Уто Уги (при рождении Диодато Эмилио Уги — итал. Uto Ughi, Diodato Emilio Ughi; род. 21 января 1944, Бусто-Арсицио) — итальянский скрипач и дирижёр.

## Биография
Сын триестинского адвоката, влюблённого в музыку. С 5 лет обучался музыке в Варесе, в семилетнем возрасте дебютировал как концертант в Милане. Учился в Париже (у Джордже Энеску), Женеве (у Коррадо Романо) и Сиене, где познакомился с Андресом Сеговия и Пабло Казальсом.
Руководил оркестром Национальной академии Санта-Чечилия (1992—1997).